# Gerhard H. Bachmann
Gerhard Heinz Bachmann (* 3. Juli 1943 in Heilbronn) ist ein deutscher Geologe. Von 1994 bis zu seiner Pensionierung 2008 war er Professor für Regionale und Historische Geologie an der Martin-Luther-Universität in Halle (Saale).

## Leben
Gerhard H. Bachmann ging in Heilbronn zur Schule und studierte ab 1962 Geologie an der Universität Stuttgart, an der er 1968 sein Diplom bei Manfred Gwinner erhielt ("Zur Petrologie des unteren Hauptmuschelkalks (Trochitenkalk) im nördlichen Württemberg") und 1972 bei Gwinner promoviert wurde ("Die karbonatischen Bestandteile des oberen Muschelkalks (Mittlere Trias) in Südwestdeutschland und ihre Diagenese"). 1969/70 war er an der University of Liverpool bei R. G. C. Bathurst. 1972 bis 1976 war er Assistent an der FU Berlin bei Volker Jacobshagen (wobei er unter anderem zu Feldarbeiten in Griechenland war), bevor er zwanzig Jahre lang bei der Preussag Erdöl-Erdgas in Hannover war. Er war dort Explorationsgeologe, wobei er auch 1977/78 an der damals tiefsten Bohrung in Deutschland (Vorderriss 1, Bayerische Alpen, rund 6470 m) beteiligt war. Später hatte er leitende Position unter anderem als Leiter der Exploration der US-Tochterfirma in Houston und 1991 bis 1993 als Chefgeologe. Während seiner Tätigkeit bei Preussag habilitierte er sich 1979 an der FU Berlin und wurde 1987 außerplanmäßiger Professor an der FU Berlin und 1991 an der Universität Göttingen. 1994 wurde er ordentlicher Professor für Regionale und Historische Geologie an der Martin-Luther-Universität Halle-Wittenberg, wo er nach der Wende wesentlich am Neuaufbau des Instituts für Geowissenschaften und Geographie beteiligt war und 1996 bis 1998 Dekan des Fachbereichs Geowissenschaften. 2008 emeritierte er.
Er befasste sich insbesondere mit Erdöl- und Erdgasgeologie, mit Sedimentgeologie, Beckenanalyse (Molassebecken in Bayern, Nordwestdeutsches Becken u. a.), der Trias und dem Perm in Mitteleuropa und der regionalen Geologie Mitteldeutschlands und Württembergs. In jüngster Zeit befasste er sich auch mit der Geologie historischer Schlachtfelder (wie dem von Jena und Auerstedt und der Bauernkriege). Seit 1991 ist er Mitglied der Subkommission Perm-Trias der Deutschen Stratigraphischen Kommission.
1998 organisierte er ein internationales Symposium zur epikontinentalen Trias, aus der eine internationale Veranstaltungsreihe hervorging.

## Ehrungen
- 2013 erhielt er die Hans-Stille-Medaille.

## Schriften
- mit M. P. Gwinner: Algen-Stromatolithen von der Grenze Unterer/Mittlerer Keuper (Obere Trias) bei Schwäbisch Hall (Nordwürttemberg). In: N. Jb. Geol. Paläont. Mh., Stuttgart 1971, S. 594–604
- Die karbonatischen Bestandteile des Oberen Muschelkalkes (Mittlere Trias) in Südwest-Deutschland und ihre Diagenese. In: Arb. Inst. Geol. Paläont. Univ. Stuttgart, N.F. 68, Stuttgart 1973 (Dissertation), S. 1–99
- Zum Problem der „Porenkalke“ im Unteren Lettenkeuper bei Crailsheim (Nordost-Württemberg). In: Jber. Mitt. oberrhein. geol. Ver., N.F. 55, Stuttgart 1973, S. 73–82
- Grundgipsschichten und Bochinger Horizont (Mittlerer Keuper) in Nordost-Württemberg. In: Jh. Geol. Landesamt Baden-Württemberg, 16, Freiburg i. B. 1974, S. 79–96
- mit Jacobshagen u. a.: Alpidischer Gebirgsbau und Krustenstruktur des Peloponnes (Griechenland), Z. Deutsche Geologische Gesellschaft, 127, 1976, 337–363
- mit M. Müller: Geologie der Tiefbohrung Vorderriß 1 (Kalkalpen, Bayern), Geologica Bavarica 81, 1981, 17–53
- mit M. P. Gwinner: Nordwürttemberg, Sammlung Geologischer Führer, Borntraeger Verlag, 2. Auflage 1979, Neuauflage 1998 mit H. Brunner
- Herausgeber mit I. Lerche: Epicontinental Trias, Zentralblatt Geologie Paläontologie, Teil 1, 1998, Heft 7–12
- mit G. Beutler, N. Hauschke, Hans Hagdorn: Stratigraphie der Germanischen Trias, in N. Hauschke, V. Wilde (Hrsg.) Trias- eine ganz andere Welt, Pfeil, München, 1999
- mit H. W. Kozur: The Germanic Triassic: Correlation with the international chronostratigraphic scale, numerical ages, Milankovitch cyclicity. In: Hallesches Jahrb. Geowiss., B 26, Halle 2004, S. 17–62
- mit H. W. Kozur: Correlation of the Germanic Triassic with the international scale. In: Albertiana, 32, Utrecht 2005, S. 21–35
- mit H. W. Kozur: Updated correlation of the Germanic Triassic with the Tethyan scale and assigned numeric ages. In: L. Krystyn & G. W. Mandl, eds., Upper Triassic Subdivisions, Zonations and Events, Ber. Geol. Bundesanst., 76, Wien 2008, S. 53–58
- Herausgeber mit B.-C. Ehling, R. Eichner, M. Schwab: Geologie von Sachsen-Anhalt, Stuttgart, Schweizerbart 2008
- mit Franz, M. u. H. W. Kozur: Shipingia weemsi n. sp., a biostratigraphically important conchostracan species from the uppermost Carnian and lowermost Norian of central Europe. In: Bulletin 61 New Mexico Museum of Natural History & Science. The Triassic System: New Developments in Stratigraphy and Paleontology. Edited by: Lawrence H. Tanner, Justin A. Spielmann and Spencer G. Lucas, 2013, 325–329, Plate 1